# Албохус
Замъкът Албохус (на датски: Aalborghus Slot) е замък в Алборг, Дания. Той е полудървен (bindingsværk) замък построен от крал Кристиан III Датски в периода 1593 г. до около 1555 г. първоначално като укрепление. Скоро след това става седалище на кралските провинциални управители в Северен Юлан. След въвеждането на абсолютизъм, започва да се използва от Държавната окръг Северна Юлан за събиране на данъци.
Сградата има предистория, като като имот преди да стане известно, като замъка на Кристиан III. Той стои южно от замъка и е споменат в първите документи за Албохус, датирани от 1340 г. Бил е собственост на Маргарита I и е мястото, на което умира крал Ханс през 1513, който умира при инцидент с надбягване с коен.
Фредерик I Датски първоначално иска да разруши цялата сграда, около 1530, като го премести на друго място – францисканския манастир в Алборг. Той оставя решението на сина си Кристиан III, който по-късно решава да разруши оригиналната сграда през 1593 г. и подизпълнители на кралския архитект Мортен Бусет строи нови крепостни стени на замъка северно от старото местоположение, близо до Лим Фйорт.
Крепостна стена около форта е построена през 1633 г. Кристиан IV строин северното крило, гледащо към пристанището, което се използва като житница за съхраняване на хранителни запаси, като царевица. Западното крило е построено със същата функция по-късно, за други храни, като риба и меса.
Южното крило е построено между 1808 г. и 1809 г., но това, което е останало от истинския замък е само източното крило.
Между 1954 у 1964 старите зърнохранилища претърпяват пълна реконструкция от кралския инспектор на регистрираните сгради, Леополд Теш, който ги превръща в офиси.